# Haploviricotina
| Qualitätssicherung | Dieser Artikel wurde aufgrund von formalen und/oder inhaltlichen Mängeln auf der Qualitätssicherungsseite der Redaktion Medizin eingetragen. Bitte hilf mit, die Mängel dieses Artikels zu beseitigen, und beteilige dich dort an der Diskussion. Die Mindestanforderungen für medizinische Artikel sollen dadurch erfüllt werden, wodurch eine eventuelle Löschung des Artikels oder von Artikelpassagen innerhalb von vier Wochen vermieden wird. Begründung: Es fehlen noch fast alle Informationen | Redaktion Medizin |

Haploviricotina ist ein vom International Committee on Taxonomy of Viruses (ICTV) 2019 erstelltes Unterreich (Subregnum) innerhalb des Virusreiches Riboviria.
Der Name Haploviricotina setzt sich zusammen aus dem griechischen Präfix haplo- („einfach“ /„einzeln“) und dem standard -viricotina (stht für virale Unterreiche). Der Name spiegelt die vergleichsweise einfache Genomstruktur vieler Mitglieder dieser Gruppe wider.
Es umfasst eine große Gruppe von RNA-Viren, die sich durch bestimmte phylogenetische Merkmale und Replikationsmechanismen auszeichnen. Das Taxon dient der genaueren Klassifizierung von RNA-Viren mit RNA-abhängiger RNA-Polymerase (RdRP), die nicht der Schwestergruppe Polyviricotina angehören.
Die Haploviricotina umfassen Viren, die ein positiv oder negativ-strängiges RNA-Genom besitzen und für homologe RNA-abhängige RNA-Polymerase (RdRP) kodieren, die zur Duplizierung ihres Genoms und zur Transkription viraler mRNA erforderlich. Diese Enzyme sind notwendig für den viralen Replikationszyklus und ermöglichen es den Viren sich unabhängig von der DNA-basierten Transkription der Wirtszelle.
Im Gegensatz zu Polyviricotina, die komplexere Genomorganisationen oder segmentierte Genome aufweisen, zeichnen sich viele Viren innerhalb von Haploviricotina durch sehr einfache (häufig unsegmentierte RNA-Genome) aus.

## Enthaltene Ordnungen
Unter Haploviricotina werden unter anderem folgenden Ordnungen klassifiziert:
- Mononegavirales
- Nidovirales
- Amarillovirales
- Articulavirales

## Herkunft
Viren der Haploviricotina stammen vermutlich von nicht-viralen RNA-Elementen ab, die sich über horizontale Gentransfers und Anpassungsprozesse zu vollwertigen Viren entwickelten. Gemeinsam mit anderen Elmenten aus Riboviria sind sie ein Beispiel für virale Evolution durch Modularität und Genomplastizität.
Die genaue evolutionäre Trennung zwischen Haploviricotina und der Schwestrgruppe Polyviricotina ist gegenstand aktueller Forschung, basiert aber weitgehend auf strukturellen und phylogenetischen Analysen der RdRP-Proteine.